# John Hay, 3. Lord Hay of Yester

Wappen der Lords Hay of Yester

John Hay, 3. Lord Hay of Yester († 1543), war ein schottischer Adliger.

## Leben
Er war der älteste Sohn des John Hay, 2. Lord Hay of Yester († 1513) aus dessen Ehe mit Elizabeth Crichton († nach 1524).
Im September 1509 heiratete er Elizabeth Douglas, Tochter des George Douglas, Master of Angus, und Schwester des Archibald Douglas, 6. Earl of Angus. Im Zusammenhang mit der Eheschließung übertrug ihm sein Vater mit Urkunde vom 7. Oktober 1509 seine Güter Hoprew in Peeblesshire und Ugstown in Haddingtonshire.
Spätestens am 10. Juni 1510 war er zum Ritter geschlagen worden.
Als sein Vater im September 1513 in der Schlacht von Flodden Field fiel, erbte er dessen Adelstitel als Lord Hay of Yester und wurde dadurch Mitglied des schottischen Parlaments. Im November 1513 wurde ihm auch der Besitz der väterlichen Ländereien urkundlich bestätigt. Er gehörte zu den schottischen Lords, die den Brief vom 4. Juli 1516 an König Heinrich VIII. von England unterzeichneten, mit dem sie dessen Forderung ablehnten, John Stewart, 2. Duke of Albany, als Vormund für den jungen König Jakob V. von Schottland abzusetzen. Am 7. Oktober 1517 war er Mitunterzeichner des Friedensvertrags mit England.
Am 22. Juni 1531 verkaufte er die Güter Gammilstoun und Redischill in der feudalen Baronie von Yester in Haddingtonshire an seinen Schwiegersohn George Seton, 4. Lord Seton.
1532 wurde er als Extraordinary Lord of Session Laienrichter am Court of Session.
Er ist letztmals am 12. Mai 1543 belegt und starb spätestens am 19. Juli 1543. Sein ältester Sohn John erbte seine Titel und Ländereien.

## Nachkommen
Aus seiner Ehe mit Elizabeth Douglas hatte er fünf Kinder:
- Hon. Elizabeth Hay ⚭ 1527 George Seton, 4. Lord Seton;
- John Hay, 4. Lord Hay of Yester (um 1510–1556) ⚭ 1533 Margaret Livingston, Tochter des William Livingston, 4. Lord Livingston;
- Hon. Beatrice Hay (nach 1510–vor 1554), ⚭ William Wauchope, Younger of Niddrie-Marischal;
- Hon. Thomas Hay (nach 1511–um 1557), Provost von Bothans;
- Hon. Mary Hay ⚭ William Congalton of that Ilk.